# 史嘉莉魔力
史嘉莉魔力（英語：Scarlett's Magic）是一隻豹紋熱帶草原貓。2009年，才18個月大的牠入選為金氏世界紀錄全球最高的家貓，當時的牠從肩膀到腳趾共身高17.1英寸，一年後，牠的身高已超過18英寸。後來，牠保持的紀錄被其他貓超越。

## 生平
史嘉莉魔力在2008年3月6日出生，居住於美國加州庫卡蒙格牧場，牠的主人金·德雷珀（Kim Draper）是一名熱帶草原貓飼養員，她和其丈夫李同時還是加州一家熱帶草原貓專櫃的店主。
當史嘉莉魔力入選金氏世界紀錄後，牠迅速成名，陸續在動物星球頻道等美國各地多個電視節目上露面。2010年，牠獲頒加州柯洛納市市鑰。

## 圖片

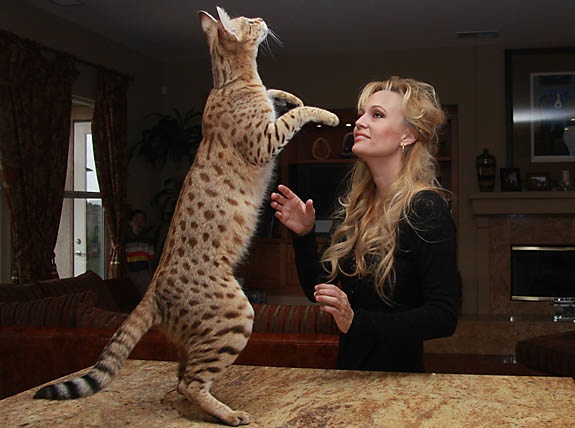
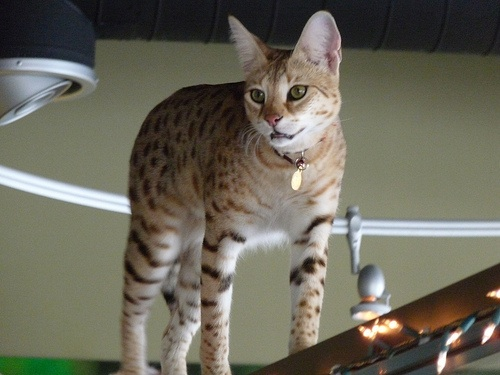
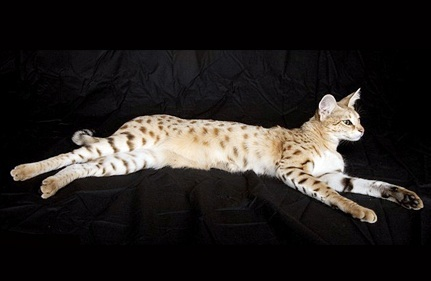
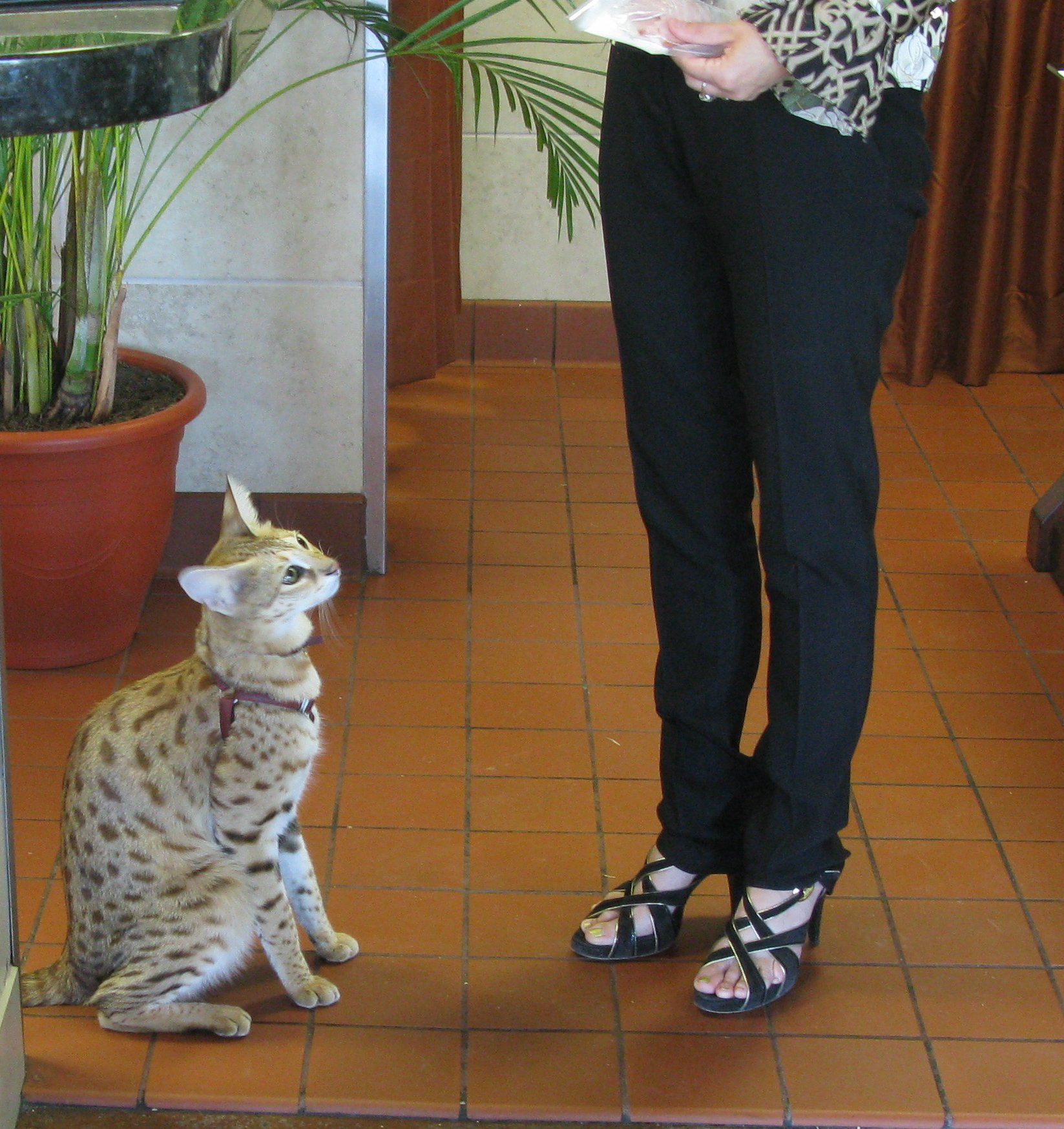

## 外部連結
- http://guinnesscat.com （页面存档备份，存于） （页面存档备份，存于）（英文）